# De Turck de Kersbeek
De Turck de Kersbeek was een Belgische adellijke familie.

## Geschiedenis
Emmanuel Ambroise Joseph de Turck de Kersbeek (Brussel, 12 december 1786 - Tienen, 24 juli 1862) was een zoon van Ambroise de Turck, griffier van de thesaurie in Brussel, en Henriette de l'Escaille. 
In 1839 werd hij erkend in de erfelijke adel met de titel baron, overdraagbaar bij eerstgeboorte en met de toevoeging de Kersbeek bij de familienaam.

## Genealogie
De Turck trouwde in 1827 in Leuven met barones Eudoxie de T'Serclaes de Wommersom (1810-1880), zus van graaf Theodoor de T'Serclaes de Wommersom. Ze kregen twaalf kinderen.
- Anastasie de Turck de Kersbeek (1828-1888), trouwde in 1864 in Kersbeek-Miskom met Charles de Bruges de Gerpinnes (1817-1902). Ze kregen een zoon, maar zonder nakomelingen.
- Emile de Turck de Kersbeek (1829-1909), burgemeester van Westmalle en provincieraadslid van Brabant, trouwde met gravin Joséphine de Brouchoven de Bergeyck (1843-1914), nicht van Charles de Brouchoven de Bergeyck en zus van graaf Florimond de Brouchoven de Bergeyck. Het huwelijk bleef kinderloos.
- Stéphanie de Turck de Kersbeek (1832-1912), religieuze van het Heilig Hart.
- Marie-Petronille de Turck de Kersbeek (1836-1888), religieuze van het Heilig Hart.
- Auguste de Turck de Kersbeek (1840-1908), norbertijn, prior in de Abdij van 't Park.
- Edmond de Turck de Kersbeek (1841-1884), trouwde in 1869 in Antwerpen met Valérie della Faille de Leverghem (1847-1912), dochter van Alphonse della Faille de Leverghem, burgemeester van Booischot, gedeputeerde van Antwerpen en volksvertegenwoordiger. Ze kregen een zoon en een dochter.
  - Marguerite de Turck de Kersbeek (1872-1927), trouwde in 1893 in Booischot met baron Alphonse de Gruben (1866-1929), burgemeester van Booischot, zoon van baron Charles de Gruben, senator. Ze kregen vijf zoons en vijf dochters, met afstammelingen tot heden.
  - Gaspard de Turck de Kersbeek (1874-1930), burgemeester van Kersbeek-Miskom, trouwde in 1907 in Grimbergen met Julie Domis de Semerpont (1881-1937), kleindochter van Charles Domis de Semerpont en baron Oscar de T'Serclaes de Wommersom. Ze kregen een dochter.
    - Anne-Marie de Turck de Kersbeek (1912-1997), trouwde in 1934 in Kersbeek met baron José van Innis (1907-1984), zoon van baron Henri van Innis, burgemeester van Asse. Ze kregen twee zoons, met afstammelingen tot heden. Met haar overlijden doofde de familie de Turck de Kersbeek uit.
- Jules de Turck de Kersbeek (1843-1875), norbertijn in de Abdij van Tongerlo.
- Karl de Turck de Kersbeek (1846-1919), burgemeester van Attenrode-Wever en provincieraadslid van Brabant, trouwde in 1881 in Gent met gravin Lucie Goethals (1856-1922). Ze kregen twee dochters.
  - Elodie de Turck de Kersbeek (1882-1962), trouwde in 1920 in Gent met Paul de l'Escaille (1877-1936), burgemeester van Attenrode-Wever, zoon van Henri de l'Escaille, burgemeester van Sluizen. Ze kregen drie zoons en een dochter, met afstammelingen tot heden.
  - Marie-Anastasie de Turck (1883-1974), trouwde in 1904 in Wondelgem met baron Raphaël Gillès de Pélichy (1875-1967), kleinzoon van baron Louis Gillès de Pelichy en broer van baron Charles Gillès de Pelichy en baron Bénédict Gillès de Pélichy. Ze kregen twee dochters, met afstammelingen tot heden.